# アフリカクロトキ

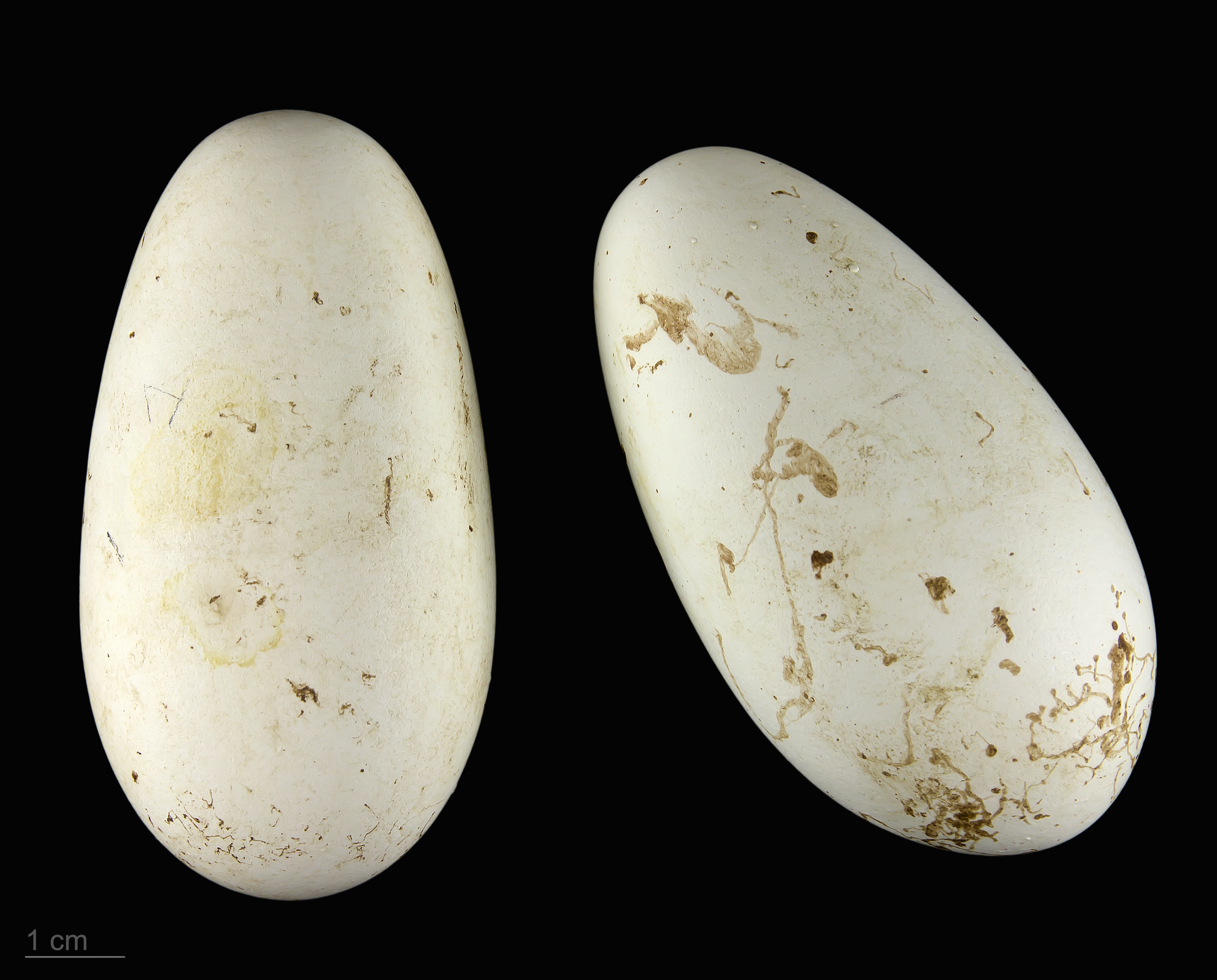
Threskiornis aethiopicus

アフリカクロトキ（阿弗利加黒鴇、Threskiornis aethiopicus）は、ペリカン目トキ科に属するトキの一種。コシグロトキとも呼ばれる。3亜種に分けられる。

## 分布
サハラ砂漠以南から南端までのアフリカ大陸、マダガスカル島、イラク南西部に分布。かつてはエジプトにも分布していた。クウェートと北イエメンで迷鳥として報告されている。

## 形態
体長65-89cm。翼開長112-124cm。体重約1500g。翼の初列風切羽先端と次列風切り羽の先端、ならびに三列風切り羽が変形した腰背部の飾り羽が黒い以外は白い羽毛に包まれる。下に湾曲した嘴と長い脚は黒い。頭部は黒い皮膚が裸出しているが、繁殖期には裸出部が頚部基部まで延長される。若年個体は翼の黒色部が多く、三列風切り羽は飾り羽とならず、頭部・頚部ともに白黒まだらの羽毛で覆われる。

## 亜種
本種に置いて普通に認められているのは以下の3亜種であるが、研究者によってはT. a. abbotti  をT. a. bernieri  に含める場合がある。また、同属のクロトキとオーストラリアクロトキは時に本種の亜種として扱われる事がある。
- T. a. aethiopicus　(Latham, 1790)　：本種の基亜種。アフリカ大陸に生息。虹彩は赤い外輪を備えた茶色。
- T. a. abbotti　(Ridgway, 1893)　：アルダブラ島に生息。虹彩の色は青。
- T. a. bernieri　(Bonaparte, 1855)　：マダガスカル島に生息。虹彩の色は白。

## 生態
生息場所は多岐にわたり、湿原・草原・礁湖・潮間帯・島嶼から人工的な環境である農地・汚水処理場・都市外縁のゴミ捨て場にまで至る。時に水域を遠く離れて火事の直後の場に現れる事もある。餌は基本的にバッタなどの昆虫類・甲殻類・魚類・両生類・爬虫類等の小動物をゆっくり歩きながらその長い嘴で拾い上げて食べるが、人間の出したゴミ類も漁る。食餌の際には集団で行う事が多く、2羽から20羽、最大で300羽ほどで一緒に採餌する。
繁殖は雨季の最中またはその直後に始まるが、氾濫原等では乾季に行われる。集団で営巣し、他のコウノトリ目鳥類と共同で最大2000つがいにもなる混群を形成する事もある。小枝や草などで作られた巣は通常樹木の上に置かれるが、岩ばかりの島嶼では地上に置かれる事もある。産卵数は2-3個で、孵化には28-29日かかる。ヒナは頭部と頚部が黒の綿羽、身体の他の部分は白の綿羽で覆われる。ヒナの綿羽が換羽するには35-40日かかる。繁殖成功率はあまり高くなく、換羽まで生き残るヒナは巣あたり1羽以下である。
繁殖のために季節的な渡りを行う。雨季には赤道から離れて高緯度地方に移動し、乾季が始まると赤道に近い土地に戻ってくる。移動距離は数百kmにもなる。

## 保護上の位置づけ
LEAST CONCERN (IUCN Red List Ver. 3.1 (2001))

## 人間との関係

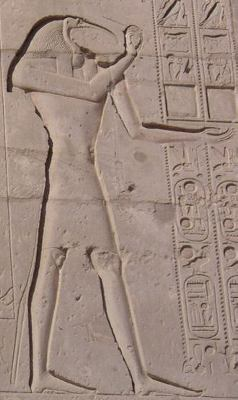
アフリカクロトキの頭部をもつトート神

現在においてはエジプトでは絶滅してしまったが、古代エジプトではこの鳥は神聖な鳥として崇められていた。書記と学芸の神トートの化身とされていたトキは本種であるとされている。非常に大切に扱われていたらしく、世界遺産にも登録されているサッカラでは、丁寧に埋葬された150万羽ものアフリカクロトキが発見されている。
古代ギリシャのヘロドトスの『歴史』には、エジプトではこの鳥を殺した者は死罪とされたとある。また、大プリニウスの『博物誌』の記述によると、この鳥はヘビの侵入を防ぐとして崇められ、疫病をもたらす害虫はこの鳥を作法に則って神に捧げることによりたちどころに死滅するとされた。
そのエジプトの影響を受けた古代西洋でもこの鳥を神聖視したり、知識・神秘の象徴とすることがあり、属名のThreskiornis （θρησκεία = 信仰・όρνις = 鳥）や、英名の"Sacred Ibis"はこのことに由来する。また、トート神はギリシア神話のヘルメス神と同一視され、後世においてヘルメスの名が伝説的錬金術師ヘルメス・トリスメギストスの名として受け継がれた事から、この鳥が錬金術の象徴として使われていた事もある。現在でもイギリス鳥学会 (British Ornithologists' Union, BOU) では本種をシンボルとしてロゴに使用しており、本種のロゴが表紙一面に大きく描かれているBOU学会誌はまさにその名も"Ibis"である。
サハラ砂漠以北のアフリカで唯一の生息地だったエジプトにおいて、本種は19世紀初期頃まではごく普通に見られた。当地での絶滅は1850年頃だと考えられている。